# Ira Aldridge
Pour les articles homonymes, voir Aldridge.
Répertoire
- Tragédies et comédies de William Shakespeare

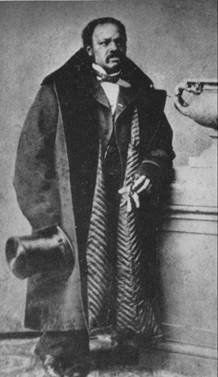
Ira Aldridge

Ira Frederick Aldridge, né le 24 juillet 1807 à New York et mort le 7 août 1867  à Łódź, est un comédien sénégalais-américain. Il s'illustra principalement sur les scènes londonienne et européenne, en particulier dans le registre shakespearien pour lequel il est considéré comme l'un des 33 plus grands interprètes historiques.

## Biographie

### Une jeunesse newyorkaise
Ira Aldridge est né en homme libre à New York, fils de Daniel, pasteur, et de Luranah Aldridge. Selon ses propres termes, son grand-père paternel était un chef peul au Sénégal.
D'après un livret publié en 1866, à l'occasion de la dernière tournée d'Ira Aldridge, il est indiqué "Ses ancêtres étaient des princes de la tribu des Pulahs. Leurs États comprenaient, sur la côte occidentale de l’Afrique, toute la partie du Sénégal baignée par la rivière de ce nom. Le grand-père d’Ira semble avoir dépassé le niveau intellectuel de ses sujets, si l’on en juge par l’ensemble de ses actes. Ainsi, notamment, il tenta de substituer l’échange des prisonniers de guerre à la coutume barbare de les vendre comme esclaves. C’était certes, une généreuse pensée; par malheur, elle contrariait les intérêts privés de certains chefs en sous-ordre qui, loin de s’y associer, soulevèrent une insurrection. Le prince, sa famille, sa suite et ses partisans furent impitoyablement égorgés. Seul, un de ses fils, tout jeune alors, put échapper à ce massacre. Un missionnaire qui s’était aventuré dans cette rude et inhospitalière tribu, prit l’enfant avec lui, et l’emmena en Amérique, où il lui fit faire de solides études religieuses. Devenu par la suite ministre protestant, l’orphelin s’acquit peu à peu une très grande réputation d’intelligence et de savoir. C’est alors que, tourmenté du double désir de reconquérir la souveraineté de ses pères et propager l’Évangile parmi ses compatriotes, il partit pour le Sénégal, accompagné d’une jeune femme de sa race, qu’il avait épousée dans le Nouveau Monde. Son retour chez Pulahs fut le signal d’une nouvelle guerre civile. Mais bientôt, ses partisans vaincus durent abandonner une cause désormais désespérée, et le prétendant n’eut plus qu’à fuir pour sauver du moins sa tête. À cette époque, sa femme lui donna un fils : Ira Aldridge, le héros de cette notice. Ira, jusqu’à neuf ans passa caché, comme sa famille, dans le voisinage d’ennemis implacables, une vie de fatigues, d’angoisses et de privations de toutes sortes. Ce temps d’épreuves accompli, les fugitifs trouvèrent enfin le moyen de retourner en Amérique où le père reprit ses saintes fonctions pour ne plus les quitter. Il mourut à New York le 27 novembre 1849, emportant avec lui les regrets de ses frères de couleur. Le ministre avait, comme on le pense, voué son fils à l’Église. Ce vœu ne devait pas se réaliser. Un soir, en effet, Ira pénètre pour la première fois dans un théâtre. Tout ce qu’il voit l’éblouit ; tout ce qu’il entend le fascine. Si bien que le spectacle achevé, le jeune spectateur, cédant au cri de sa vocation, avait pris l’irrévocable parti de fonder sur la scène l’avenir de sa fortune et de sa renommée." Si cette version de l'histoire d'Ira Aldridge et de sa famille est une version romancée, il est à noter qu'Ira Aldridge a choisi au travers de celle-ci de faire de la lutte contre l'esclavage le fil conducteur de son histoire familiale. Ira Aldridge fera durant toute sa carrière de la lutte contre l'esclavage son combat principal, en démontant par son talent de comédiens les préjugés de l'époque et en se faisant l'avocat de l'abolitionnisme par son engagement et son discours.
Âgé de 13 ans, il entre à la African Free School (en), institution fondée en 1787 par des abolitionnistes tels que les pères fondateurs des États-Unis, à savoir John Jay et Alexander Hamilton, et reçoit une formation classique.
Au tout début des années 1820, il intègre la African Company, une troupe de théâtre uniquement constituée d'acteurs afro-américains et dirigée par William Henry Brown et James Hewlett. En 1821, cette troupe monte une compagnie en résidence appelée The African Grove Theatre, historiquement la première du genre sur le sol américain.
L'un de ses premiers rôles est Rolla dans Pizarro, une pièce écrite par le dramaturge irlandais Richard Brinsley Sheridan, créée initialement en 1799, et qui s'inspire de la vie du conquistador Francisco Pizarro.

### Départ pour l'Angleterre et premiers rôles
En 1824, confronté à la discrimination qui frappe les acteurs noirs, il choisit de s'établir à Liverpool : à cette époque, la Grande-Bretagne de la première révolution industrielle, qui a choisi d'abolir l'esclavage, connaît de vives polémiques entre abolitionnistes et anti-abolitionnistes, ces derniers sont regroupés en un puissant lobby défendant les intérêts des colonies britanniques. Cependant, il semblerait que la plupart des ports anglais mais aussi Londres, aient été des lieux bien plus ouverts aux mélanges culturels que les grandes villes du nord-est américain. Par ailleurs, le théâtre anglais devient à cette époque un territoire militant où il s'agit de mettre en scène l'émancipation dans un but à la fois politique et pédagogique, et certains acteurs noirs, même « instrumentalisés », ont alors l'opportunité de faire carrière.
Le 10 octobre 1825, Aldridge fait ses véritables débuts professionnels sur la scène européenne au Royal Coburg Theatre de Londres. Il décroche le premier rôle, interprétant Oroonoko dans The Revolt of Surinam, or A Slave's Revenge d'après Thomas Southerne et Aphra Behn. Auparavant, il n'était connu que sous l’appellation « d'un homme de couleur » jouant des seconds rôles notamment au Royalty Theatre. Sur la première affiche du Royal Coburg Theatre le concernant, il est mentionné en tant que « comédien américain issu de l'African Theater, New York City ». Par la suite, les affiches le mentionne comme « The African Tragedian ». Sa notoriété doit sans doute à l'acteur anglais Charles Mathews, qui avait effectué une tournée à New York et qui connaissait l'African Theater, assez pour en avoir parlé dans la presse britannique au début des années 1820.
Une fois le rideau tombé, des témoins rapportent qu'Ira Aldridge revenait sur le devant de la scène pour s'adresser directement au public afin de le sensibiliser aux conditions des esclaves dans les colonies.
Durant sept semaines, Aldridge reste sous contrat avec le Royal Coburg Theatre : les critiques sont globalement mitigées et parfois contradictoires. Les uns soulignent un relatif manque d'expérience du jeune acteur, qui va devoir jouer dans cinq pièces successives. La critique du The Times s'avère cruelle et souligne « son incapacité à prononcer correctement l'anglais », quand The Globe trouve en revanche que « son interprétation d'Oroonoko est très juste et son phrasé clair et puissant ».
Soucieux d'améliorer sa diction, Aldridge part se perfectionner à l'université de Glasgow.
La critique devient ensuite unanimement positive quand Aldridge décroche le rôle-titre dans Othello ou le Maure de Venise, sa troisième pièce pour le Royal Coburg : l'acteur a fait d'énormes progrès, sa diction est désormais proche de la perfection, ce que souligne l'ensemble de la presse. Par la suite, il tient les rôles du capitaine Dirk Hatteraick dans Bertram de Charles Robert Maturin, puis le rôle-titre dans Richard III et Shylock dans Le Marchand de Venise.

### Mariage et vie familiale
En cette même année 1825, Aldridge épouse l'Anglaise Margaret Gill, le couple « mixte » s'installe dans le nord de Londres. Ils n'ont pas d'enfant et Margaret meurt en 1864. Le 20 avril 1865, Ira épouse en secondes noces l'actrice londonienne d'origine suédoise Amanda von Brandt (?-1915) qui est sa maîtresse depuis 1846 et dont est issu un enfant naturel en 1847. Le couple a en tout cinq enfants, dont Amanda Christina Elizabeth Aldridge, plus connue sous le nom de Montague Ring (1866-1956) qui, formée au Royal College of Music, devient chanteuse d'opéra, compositrice et enseignante.

### Tournée sur le continent européen
Après une tournée à Dublin et ses environs en 1831, puis à Bath, Manchester et Édimbourg. Le célèbre acteur Edmund Kean rend hommage à son interprétation d'Othello pour laquelle la presse ne lui était pourtant pas favorable. Après ça, Aldridge va connaître le succès critique. Il se produit en mars 1848 à Covent Garden et The Times l'appelle désormais « the African Roscius », d'après l'acteur fameux du temps de l'ancienne Rome. C'est à cette époque qu'Aldridge commence à mettre en valeur dans la presse ses origines africaines.
En 1852, il entame une série de tournées sur le continent, et connaît le succès en Allemagne, notamment à Berlin en octobre 1853, puis à Cobourg en octobre 1854 où il est présenté à la duchesse de Saxe-Coburg-Gotha, et joue devant le roi Frédéric-Guillaume IV de Prusse qui lui décerne la médaille d'or de première classe des Arts et des Sciences. Après Budapest où il reçoit l'ordre impérial de Léopold et un crochet par la Suisse, il arrive en Serbie en 1858 puis en Russie où il se lie d'amitié avec le vice-président de l'académie impériale des Beaux Arts le comte Fyodor Tolstoy, l'acteur Mikhail Shchepkin et le poète et artiste ukrainien Taras Chevtchenko, qui exécute son portrait au pastel. Plus tard, il connaît également la gloire sur les planches des théâtres polonais.
Au début des années 1860, de retour à Londres, il interprète le rôle-titre de King Lear puis achète une propriété du côté d'Upper Norwood. En 1862, il repart en tournée en Russie et obtient la nationalité anglaise l'année suivante.

### Dernières années
Après le décès de sa première épouse en 1864, Aldridge officialise sa relation avec Amanda von Brandt en l'épousant en 1865. Deux ans plus tard, il envisage de retourner aux États-Unis, à peine la guerre de Sécession terminée mais il succombe à une attaque en août 1867 durant un voyage à Łódź où on l'enterre au cimetière évangélique. Il fallut attendre 23 ans pour que sa tombe soit correctement aménagée ; elle est actuellement entretenue par l'Association polonaise des comédiens de théâtre et de cinéma.
Sauf erreur, il ne s'est jamais produit à Paris, mais il apparaît qu'en novembre 1866, l'agence théâtrale de M. Kuschnick tente de le promouvoir en France. En janvier 1867, il est à Avignon où il donne Othello et fait salle comble.
Il s'est produit le 23 novembre 1866 dans le rôle d'Otello à Versailles avec succès (cité dans Paris sous le second empire de Anthony B. North-Peat, Émile Paul, 1911, p. 232).

## Galerie

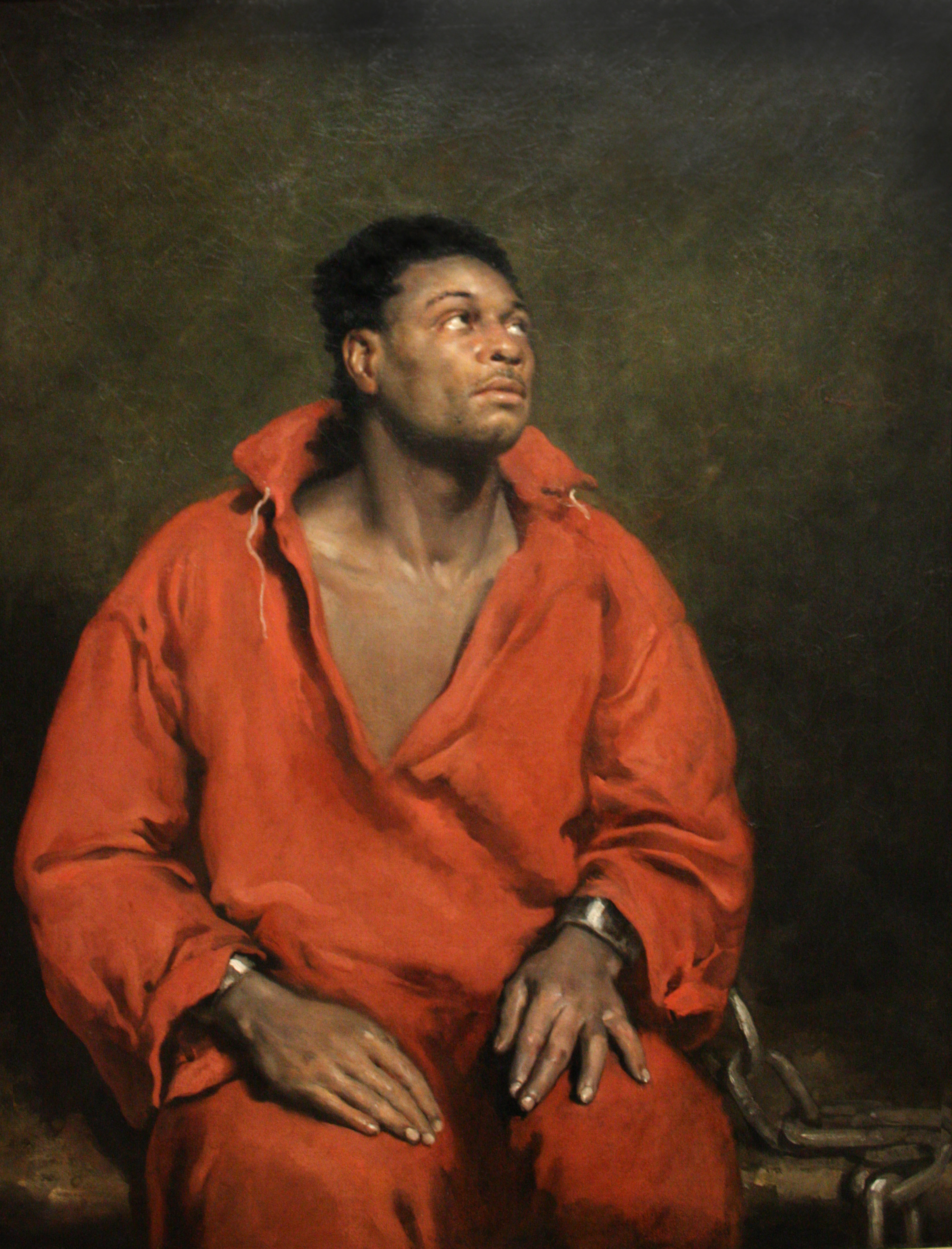
Ira Aldridge, modèle pour The Captive Slave (1827), une toile de John Philip Simpson (Art Institute of Chicago).
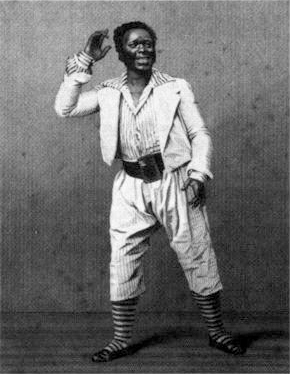
Ira Aldridge interprétant Mungo dans The Padlock, courant années 1830.
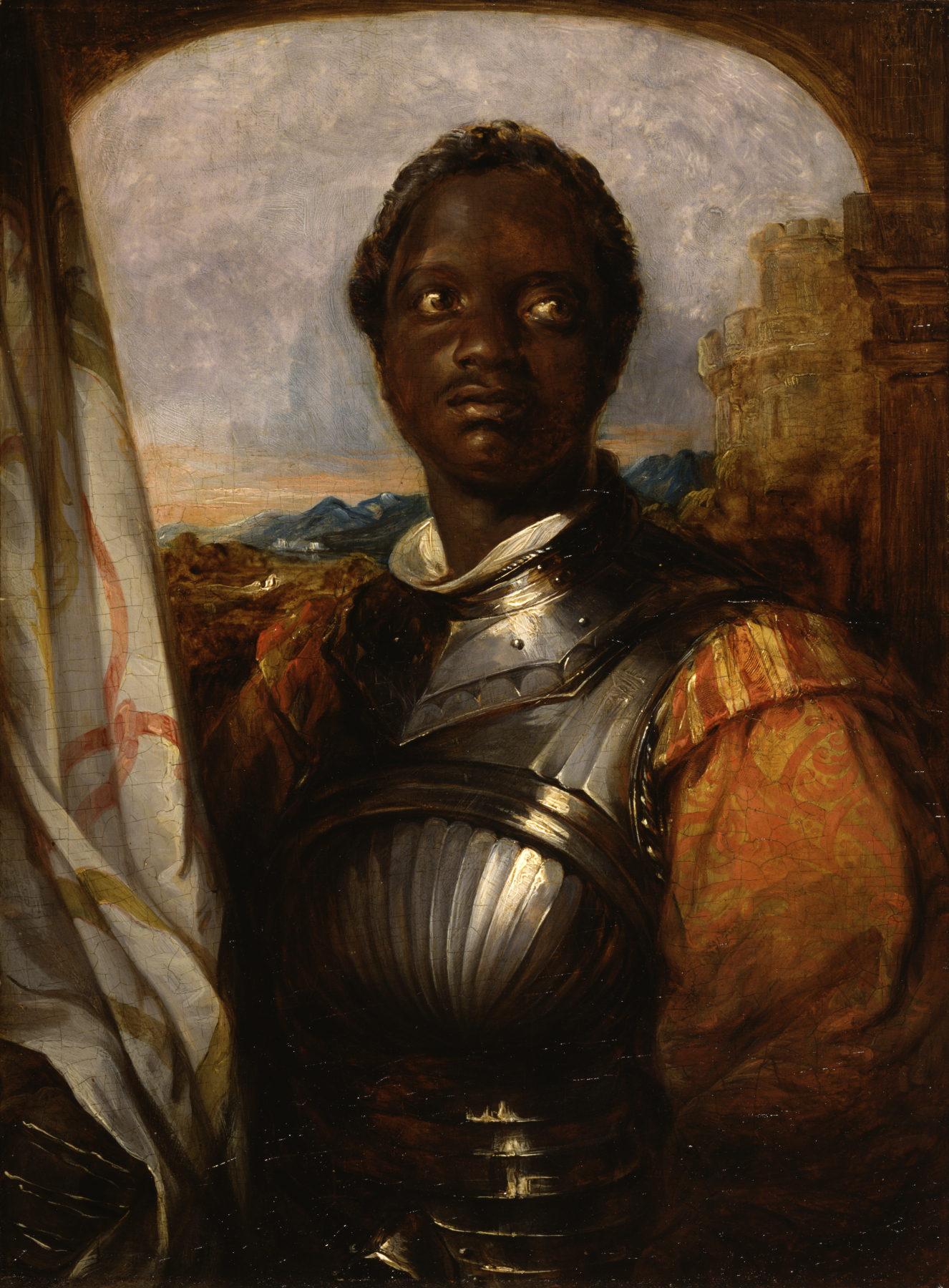
Aldridge en Othello (v. 1840-50) par William Mulready (Walters Art Museum).
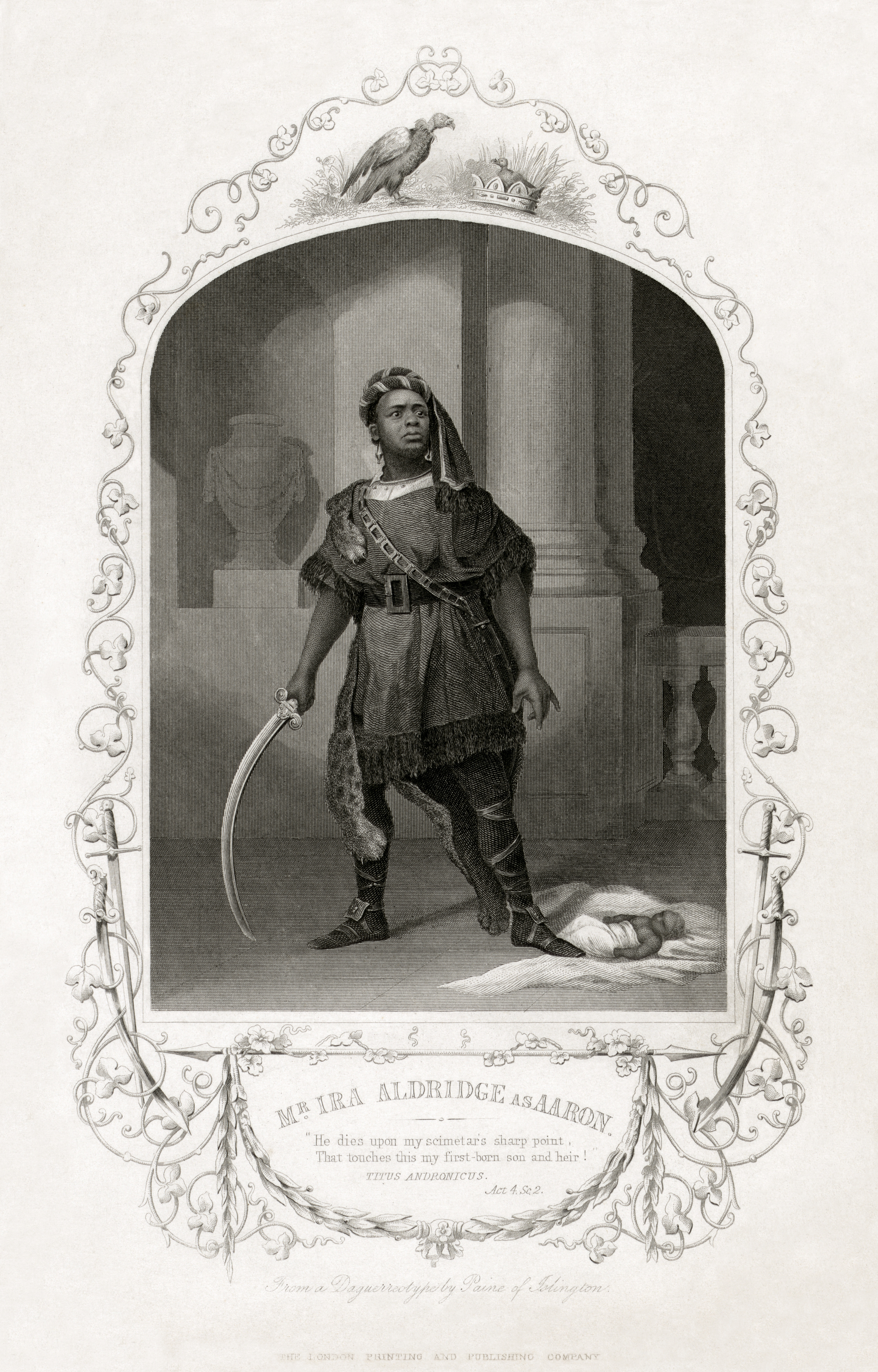
Ira Aldridge jouant Aaron dans Titus Andronicus de William Shakespeare, gravure[7] vers 1852.
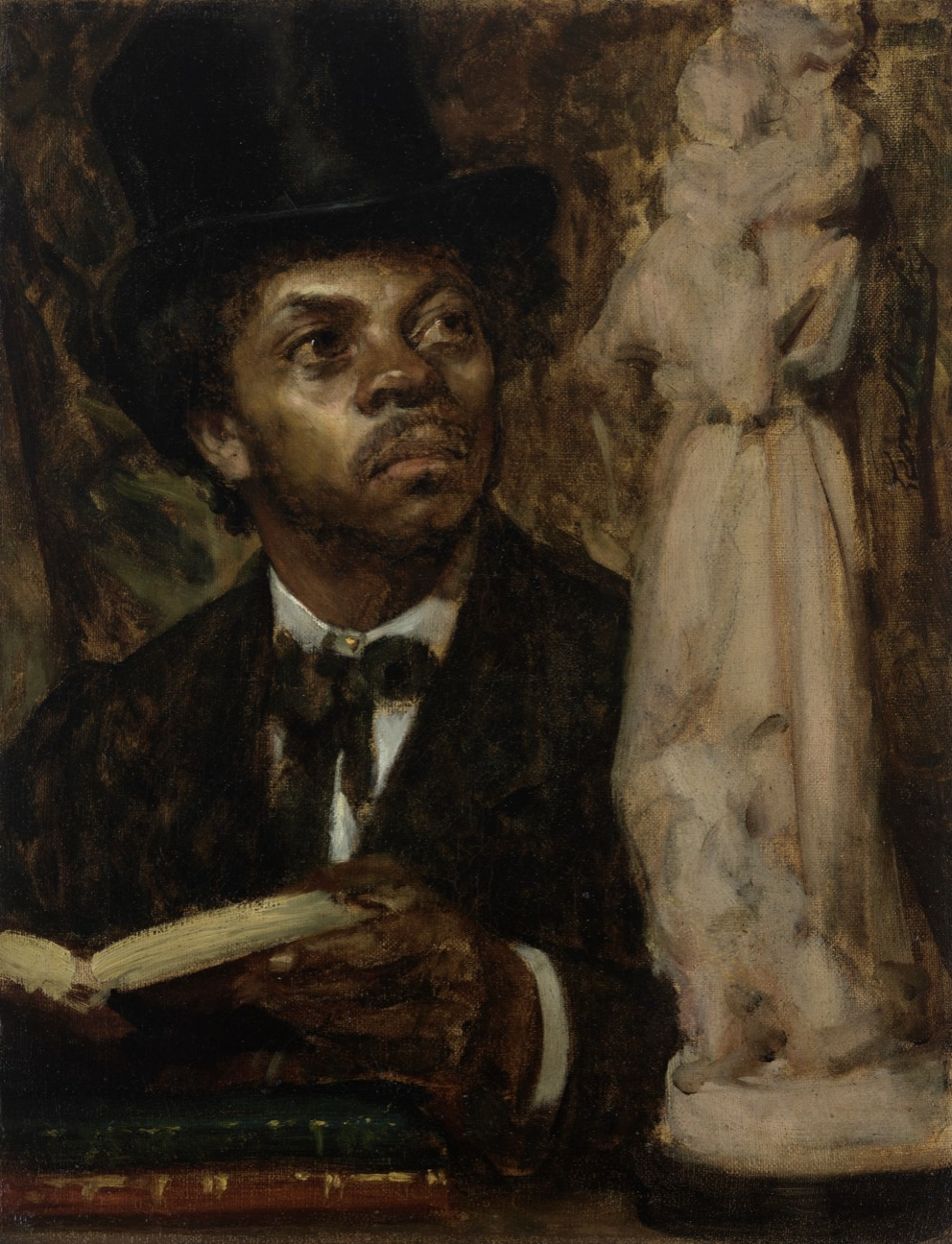
Portrait d'Ira Aldridge par Léon Herbo (1850-1907)
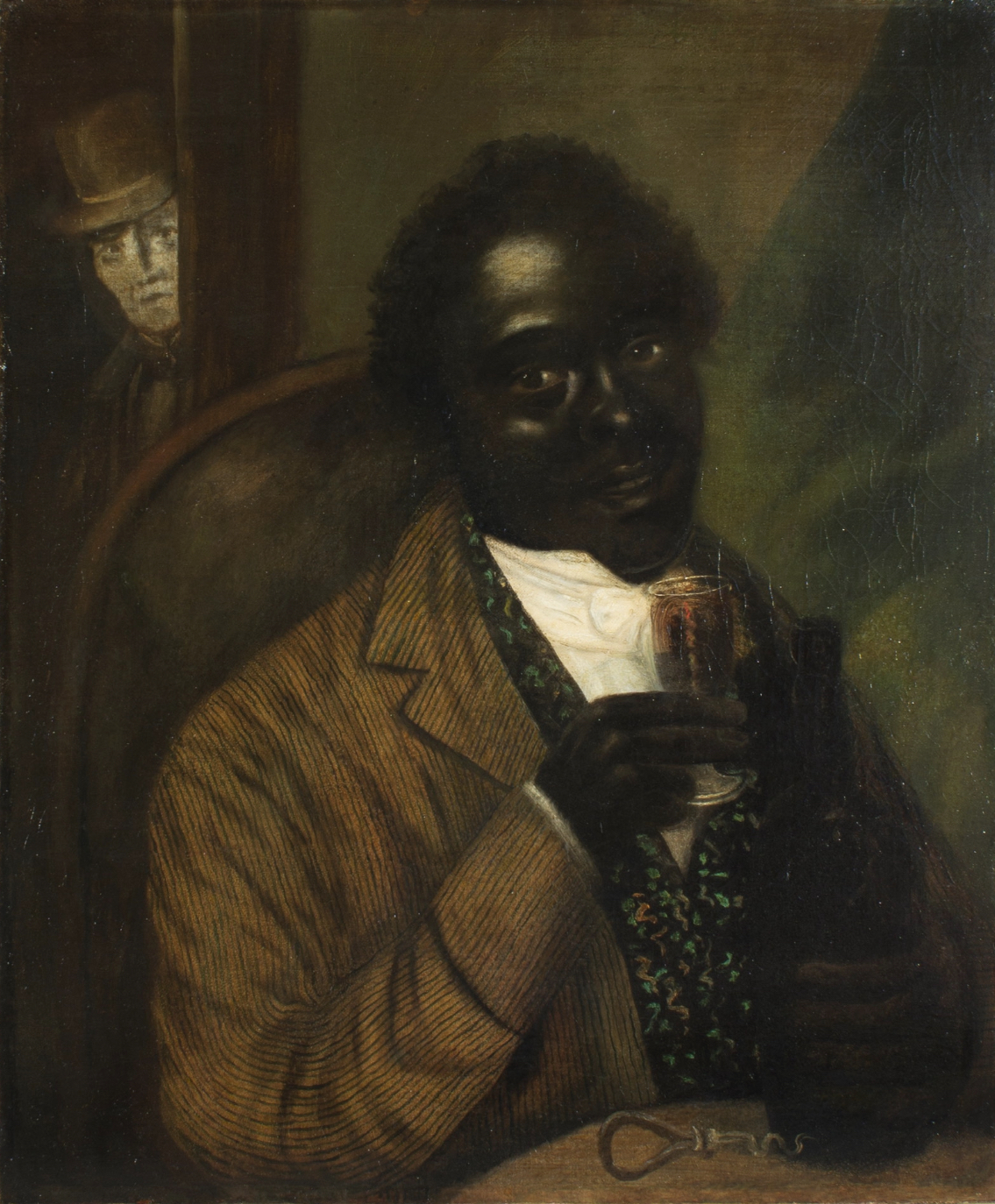
Portrait d'Ira Aldridge en Mungo (The Padlock), anonyme (Ira Aldridge Collection - Northwestern University)
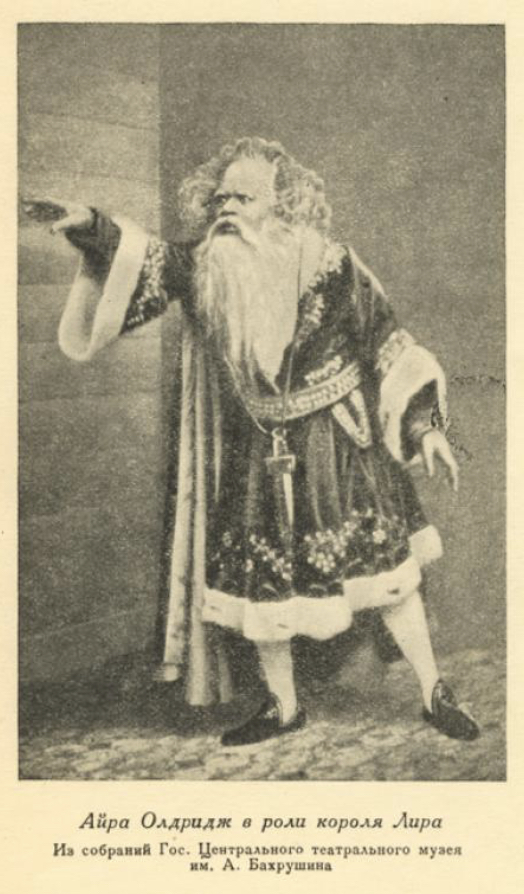
Ira Aldridge jouant le Roi Lear
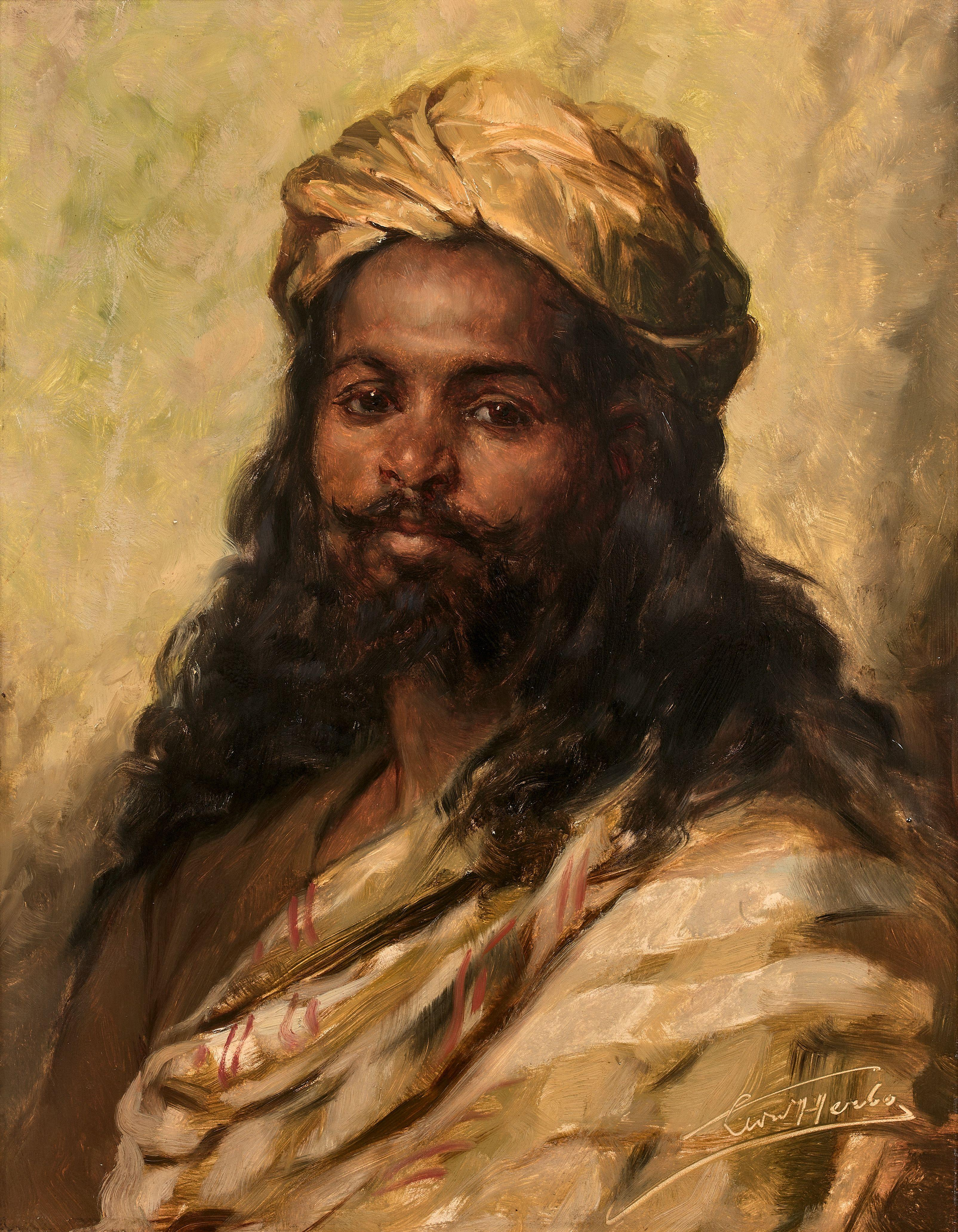
Portrait d'Ira Aldridge en Othello par Léon Herbo (1850-1907) Vente Artcurial Paris 23 mars 2022

## Descendance
- Ira Daniel Aldridge (1847–?), enseignant, émigre en Australie en 1867.
- Irene Luranah Pauline Aldridge (1860–1932), chanteuse lyrique.
- Ira Frederick Olaff Aldridge (1862–?), musicienne et compositrice.
- Amanda Christina Elizabeth Aldridge (1866–1956), chanteuse lyrique, compositrice et enseignante.
- Rachael Margaret Frederika Aldridge (1867), morte en bas âge.

## Postérité
« The Ira Aldridge Troupe » est le nom d'une troupe de théâtre créée en 1863 à Philadelphie en son hommage et qui se produisit durant toute la Guerre civile, intégrant dans son répertoire les premiers minstrel show joués par des Noirs et non des Blancs. Au rang du répertoire, on compte une grande quantité de ballades et de chansons sur la condition noire qui eurent un impact sensible sur la construction de l'identité afro-américaine à partir de la fin du XIXe siècle.
Ira Aldridge est le seul comédien d'origine afro-américaine parmi les trente-trois comédiens de la scène britannique à être distingué d'une plaque de bronze honorifique au Shakespeare Memorial Theatre (Stratford-upon-Avon).
En 2002, l'historien Molefi Kete Asante l'a distingué dans son ouvrage intitulé 100 Greatest African Americans.
The Captive Slave, une toile exécutée en 1827 par John Philip Simpson (1782–1847), un élève de Thomas Lawrence, et qui prit pour modèle Ira Aldridge, était restée inconnue du public durant 180 ans, quand, en 2009, elle fut redécouverte puis exposée par l'Art Institute of Chicago, créant un véritable événement artistique.
Sa vie a été adaptée pour la scène avec la pièce de théâtre Red Velvet de Lolita Chakrabarti en 2012.